# Molly Cochran
Pour les articles homonymes, voir Cochran.
Molly Cochran, née en 1949 à Tokyo, au Japon, est une femme de lettres américaine, auteure de roman policier, de fantasy et de littérature d'enfance et de jeunesse.

## Biographie
Elle fait des études à l'université de Pittsburgh et à l'université de Paris à la Sorbonne.
Elle est la femme de Warren Murphy avec qui elle coécrit plusieurs romans, dont Grandmaster en 1985 pour lequel ils sont lauréats du prix Edgar-Allan-Poe 1985 du meilleur livre de poche original. Ce récit, comme sa suite intitulé High Priest (1987), mêle intrigue policière et fantasy.
En 2011, avec le roman Legacy, elle amorce, seule, une série d'ouvrages de littérature d'enfance et de jeunesse, appartenant au genre du fantasy, qui ont pour héroïne Katy Jessevar.

## Œuvre

### Romans coécrits avec Warren Murphy

#### SérieGrandmaster
- Grandmaster (1985) Publié en français sous le titre Le Grand Maître, Paris, Éditions Carrère, coll. « Poche », 1986  (ISBN 2-86804-267-8)
- High Priest (1987)

#### SérieForever King
- The Forever King (1992) Publié en français sous le titre Le Maître de l'éternité, Paris, J'ai lu coll. « SF-Fantasy » no 3814, 1994  (ISBN 2-277-23814-7)
- The Broken Sword (1997)

#### Autres romans coécrits avec Warren Murphy
- The Hand of Lazarus (1988)
- The Temple Dogs (1989)
- World without End (1996)

### Romans signés Molly Cochran

#### SérieForever King
- The Third Magic (2003)

#### SérieLegacy
- Legacy (2011)
- Poison (2012)
- Seduction (2014)
- Wishes (2014)
- Revels (2014)

#### Autre roman
- Mireille (2015)

### Romans signés Dev Stryker

#### SérieAmelia Pierce
- Deathright (1993)
- A Wilderness of Mirrors (2000)

#### Autre roman
- End Game (1994)

### Autre ouvrage
- Dressing Thin (1980)

## Prix et distinctions

### Prix
- Prix Edgar-Allan-Poe  1985 du meilleur livre de poche original pour Grandmaster[1]